# Plexippoides cornutus
Plexippoides cornutus là một loài nhện trong họ Salticidae.
Loài này thuộc chi Plexippoides. Plexippoides cornutus được Xie & Peng miêu tả năm 1993.